# Triphysa striatula
Triphysa striatula är en fjärilsart som beskrevs av Henry John Elwes 1899. Triphysa striatula ingår i släktet Triphysa och familjen praktfjärilar. Inga underarter finns listade i Catalogue of Life.